# Hemiaulaceae
Hemiaulus regina Heib.

Hemiaulus hostilis Heib.

Hemiaulus Proteus Heib.

Hemiaulus  Kitonii Grun.

Famille
Les Hemiaulaceae  sont une famille d'algues de l'embranchement des Bacillariophyta (Diatomées), de la classe des Mediophyceae et de l’ordre des Hemiaulales.

## Étymologie
Le nom de la famille vient du genre type Hemiaulus, composé du préfixe hemi‑, demi, et du suffixe -aul, du grec αὐλός / aulos, « tube, flute », en référence à la forme de cette diatomée.

## Description
Engler & Prantl font du genre type Hemiaulus la description suivante :

« Hemiaulus (Ploiaria). Cellules généralement courtes, avec des prolongements polaires relativement longs. Coquille bi- à multipolaire. Section transversale de forme elliptique à polygonale. Coquilles bipolaires généralement affinées vers les pôles, parfois comprimées latéralement en un contour lancéolé, parfois contractées au milieu en forme de biscuit. Chaque pôle de la coquille est muni d'une corne longitudinale courte ou étroite. Chaque corne est terminée par une épine en forme de griffe qui sert de pivot pour maintenir les cellules en chaîne, les cellules étant reliées les unes aux autres par les extrémités des cornes. La surface de la coquille est parfois pourvue de côtes ou de plis perpendiculaires aux rayons principaux, c'est-à-dire transversaux dans le cas des coquilles bipolaires, conférant à la coquille un caractère pseudo-zygomorphe.

Spores au repos : courtes boîtes à deux coques, à parois épaisses, avec des faces terminales arrondies, épineuses ou barbelées, non cornées.
Soixante-treize espèces, marines, pour la plupart fossiles. »

- Hemiaulus Kittonii
H. Proteus
H. hostilis
H. regina
H. exscuptus
(d'après Engler et Prantl)

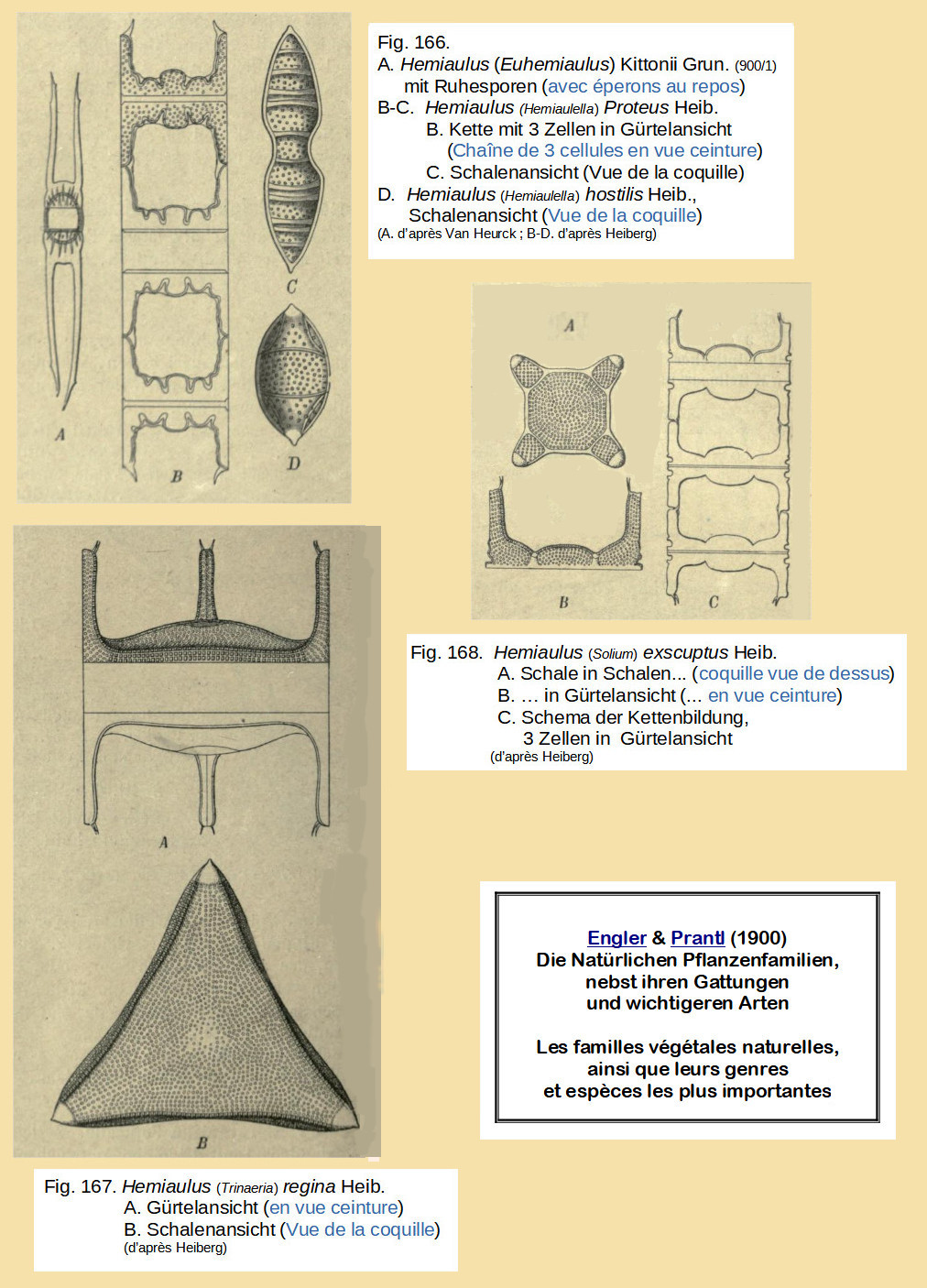
Hemiaulus Kittonii H. Proteus H. hostilis H. regina H. exscuptus (d'après Engler et Prantl)
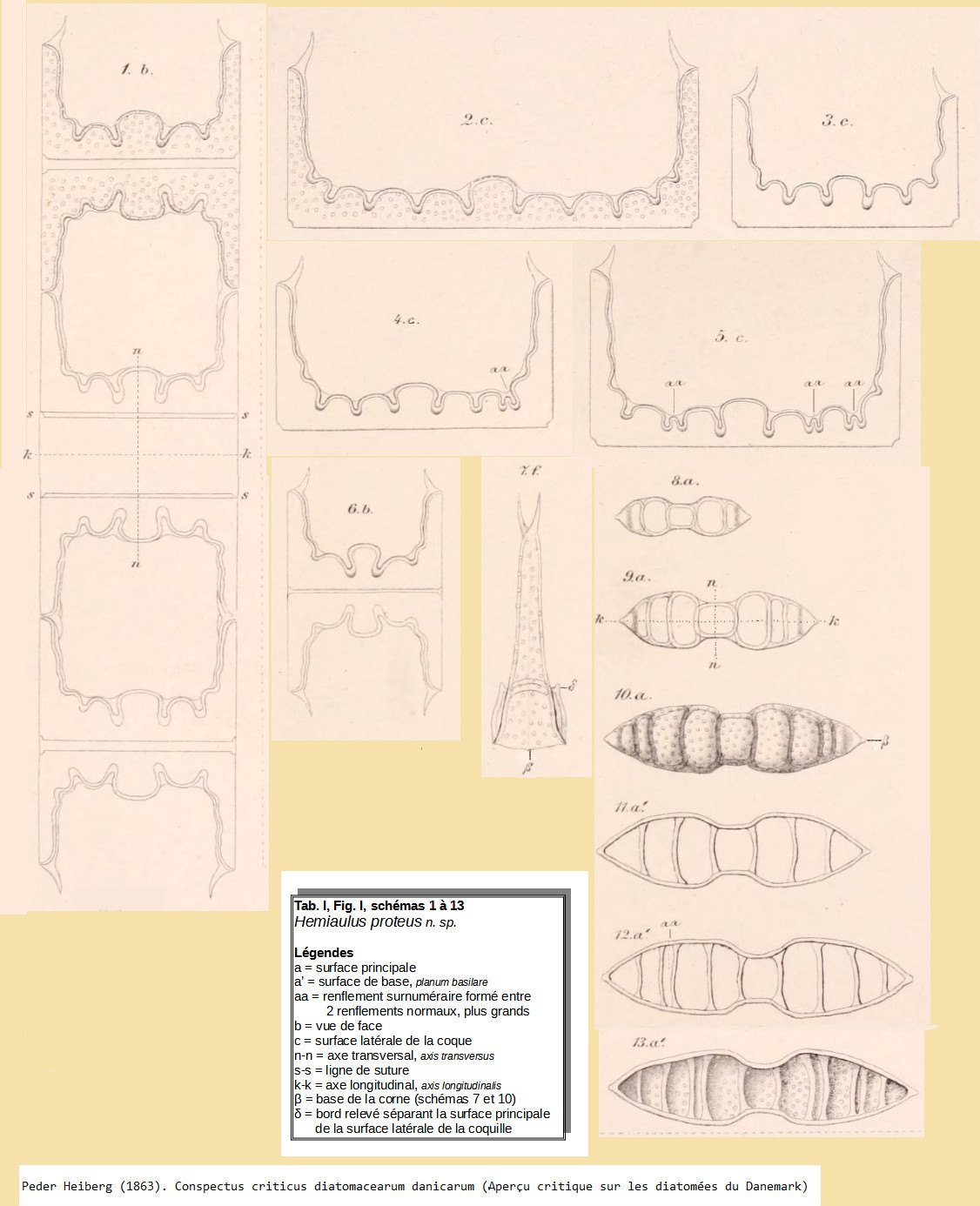
Hemiaulus proteus (d'après Peder Heiberg 1863)
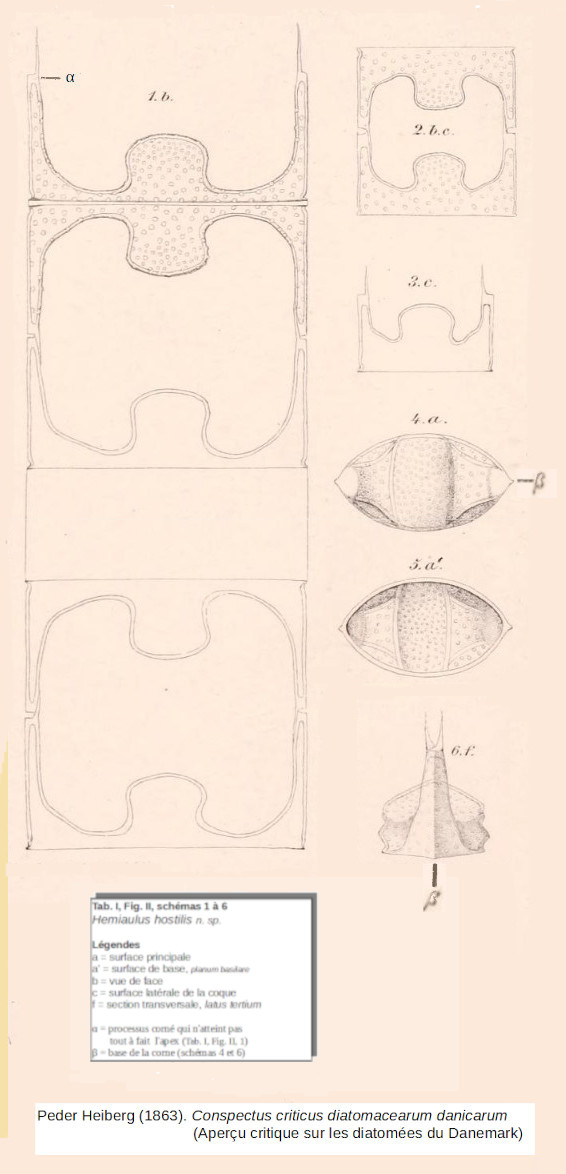
Hemiaulus hostilis (d'après Peder Heiberg 1863)
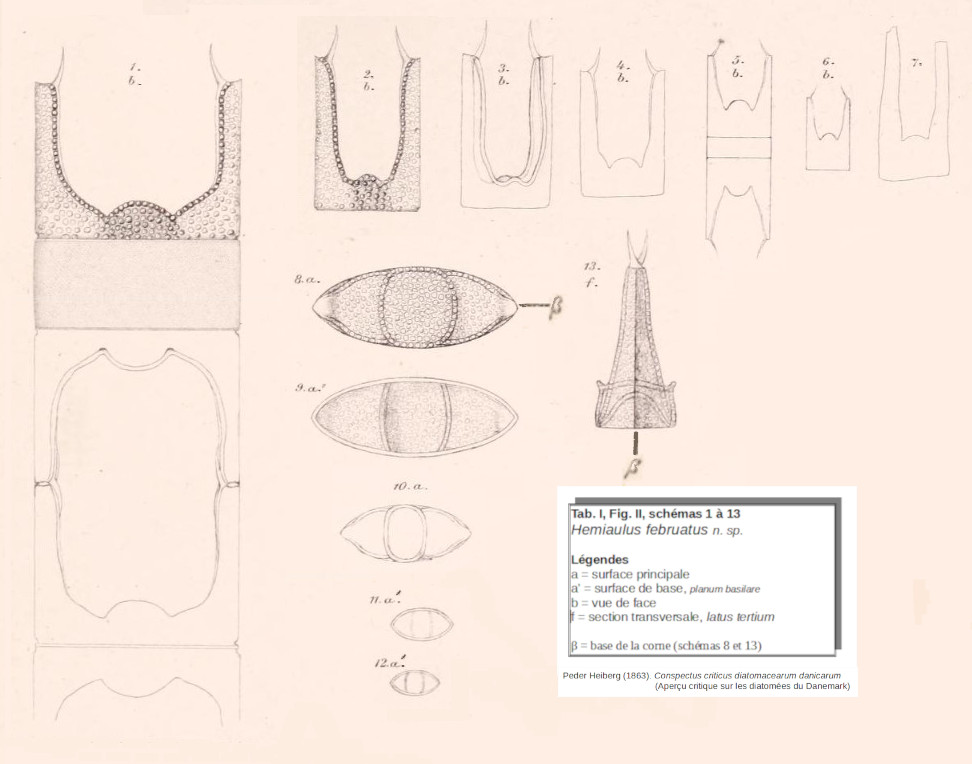
Hemiaulus februatus (d'après Peder Heiberg 1863)

## Distribution
Le  genre type Hemiaulus, est assez répandu en milieu marin, notamment en zone néritique. Beaucoup d'espèces sont fossiles.

## Liste des genres
Selon AlgaeBase (9 août 2022) :
- Abas R.Ross & P.A.Sims, 1980
- Ailuretta P.A.Sims, 1986
- Alveoflexus N.I.Hendey & P.A.Sims, 1984
- Ancoropsis N.I.Hendey & P.A.Sims, 1984
- Arcus A.P.Olshtynskaja, 1978
- Baxteriopsis G.Karsten, 1928
- Bicornis J.Fenner, 1994
- Bonea R.Ross & P.A.Sims, 1987
- Cerataulina H.Peragallo ex F.Schütt, 1896
- Cylindrospira A.G.Mitlehner, 1996
- Dextradonator R.Ross & P.A.Sims, 1980
- Eucampia Ehrenberg, 1839
- Fennerbicornis S.Blanco, 2020
- Fontigonium P.A.Sims & N.I.Hendey, 1996
- Fossilarcus S.Blanco, 2020
- Gyrocylindrus N.I.Strelnikova & V.A.Nikolaev, 1995
- Hemiaulus Heiberg, 1863  genre type
- Huttoniella G.Karsten, 1928
- Keratophora Pantocsek, 1889
- Monile R.Ross & P.A.Sims, 1987
- Monobrachia H.J.Schrader, 1976
- Pseudorutilaria (Grove & Sturt ex De Toni & Levi) Grove & Sturt ex De Toni, 1894
- Riedelia A.P.Jousé & V.S.Sheshukova-Poretzkaya, 1971
- Rymariopsis J.Witkowski & D.M.Harwood, 2011
- Sphynctolethus Hanna, 1927
- Strelnikovia R.Ross & P.A.Sims, 1985
- Syringidium Ehrenberg, 1845
- Trinacria Heiberg, 1863
- Williamriedelia Prema & Desikachary, 2012

## Systématique
La famille des Hemiaulaceae est attribuée, en 1863, au botaniste et phycologue suédois Peter Andreas Christian Heiberg (d) (1837-1875).